# Torneo de Brisbane 2014
El Brisbane International 2014 fue un evento de tenis ATP 250 en su rama masculina y WTA Premier en la femenina. Se disputó en Brisbane (Australia), en el complejo Queensland Tennis Centre y en cancha dura al aire libre, haciendo parte de un par de eventos que hacen de antesala al Australian Open, entre el 30 de diciembre del 2013 y 5 de enero de 2014 en los cuadros principales masculinos y femeninos, pero la etapa de clasificación se disputó desde el 28 de diciembre.

## Cabezas de serie

### Individuales masculinos
| Tenista         | Ranking | Preclasificado |
| Roger Federer   | 7       | 1              |
| Kei Nishikori   | 17      | 2              |
| Gilles Simon    | 19      | 3              |
| Kevin Anderson  | 20      | 4              |
| Grigor Dimitrov | 23      | 5              |
| Feliciano López | 28      | 6              |
| Dmitry Tursunov | 29      | 7              |
| Jérémy Chardy   | 34      | 8              |

- Ranking del 4 de noviembre de 2013

### Dobles masculinos
| Tenista                           | Ranking | Preclasificada |
| Jean-Julien Rojer Horia Tecău     | 38      | 1              |
| Mariusz Fyrstenberg Daniel Nestor | 45      | 2              |
| Jamie Murray John Peers           | 59      | 3              |
| Juan Sebastián Cabal Robert Farah | 91      | 4              |

### Individuales femeninos
| Tenista              | Ranking | Preclasificada |
| Serena Williams      | 1       | 1              |
| Victoria Azarenka    | 2       | 2              |
| María Sharápova      | 4       | 3              |
| Jelena Jankovic      | 8       | 4              |
| Angelique Kerber     | 9       | 5              |
| Caroline Wozniacki   | 10      | 6              |
| Sabine Lisicki       | 15      | 7              |
| Carla Suárez Navarro | 17      | 8              |

### Dobles femeninos
| Tenista                          | Ranking | Preclasificada |
| Kveta Peschke Katarina Srebotnik | 22      | 1              |
| Su-Wei Hsieh Jelena Jankovic     | 23      | 2              |
| Ashleigh Barty Casey Dellacqua   | 23      | 3              |
| Hao-Ching Chan Liezel Huber      | 48      | 4              |

## Campeones

### Individuales masculinos
Lleyton Hewitt venció a  Roger Federer por 6-1, 4-6, 6-3

### Individuales femeninos
Serena Williams venció a  Victoria Azarenka por 6-4, 7-5

### Dobles masculinos
Mariusz Fyrstenberg /  Daniel Nestor vencieron a  Juan Sebastián Cabal /  Robert Farah por 6-7(4-7),6-4, [10-7]

### Dobles femenino
Alla Kudryavtseva /  Anastasia Rodionova vencieron a  Kristina Mladenovic /  Galina Voskoboeva por 6-3, 6-1